# Ірле Еррера
І́рле Ерре́ра Сі́льва (ісп. Earle Herrera Silva; *23 квітня 1949, Сан-Хосе-де-Гуаніпа, Ансоатегі, Венесуела — 19 грудня 2021, Каракас, Венесуела) — венесуельський журналіст, письменник, поет, публіцист, критик і політик. Депутат Національної асамблеї Венесуели (2006-2021) і член Установчих зборів 1999 і 2017 років.

## З життєпису
Син Педро Еррери та Ани Сільви, п'ята дитина з дев'яти братів і сестер. 
Був професором Школи соціальної комунікації в Центральному університеті Венесуели. 
Обирався депутатом Національної асамблеї від Об'єднаної соціалістичної партії Венесуели. 
Працював оглядачем громадської думки в ЗМІ, зокрема його соціальна сатира протягом багатьох років публікувалась на сторінках провідної венесуельської газети El Nacional. 
Долучився до створення культпросвітніх часописів Libros al Día та El Sádico Ilustrado. 
У 2012 році був призначений представником Національної асамблеї в Державній раді, органі, який об'єднує різні інстанції та рівні уряду Венесуели. 
Також вів програму-розмовну студію Kiosko Veráz на державному каналі Venezolana de Televisión.
Ірле Еррера чотири рази отримував Національну премію з журналістики, а також муніципальну літературну премію федерального округу за поезію (1977) і премію Conac (Національна рада культури) за прозу.